# معبد توکیوا
معبد توکیوا (به ژاپنی: 常磐神社 Tokiwa Jinja)، یک زیارتگاه شینتو (معبد شینتویی) در مجاورت باغ‌های Kairakuen در میتو، ایباراکی، ژاپن است.